# Perú campeón
«Perú campeón» es una canción compuesta por Félix Figueroa en 1969. Fue interpretada por primera vez por el conjunto Los ases del Perú. Es la polka criolla y canción futbolística más conocida en Perú.

## Historia
La canción fue compuesta en agosto de 1969 por el médico y compositor Félix Figuera. Según el periodista deportivo Jaime Pulgar Vidal, su composición fue motivada por la decisión arbrital del venezolano Sergio Chechelev de anular un gol de la selección peruana de fútbol durante un partido en La Paz durante las eliminatorias para el campeonato mundial de 1970 celebrado en México. La canción, que pronto se hizo muy popular, debido al nacionalismo exacerbado por el Gobierno Revolucionario de la Fuerza Armada, sirvió de himno que acompañó al seleccionado en la campaña clasificatoria y mundialista. En la letra de la canción se mencionan a los futbolistas de la selección, como Perico León, Héctor Chumpitaz o Teófilo Cubillas.
El sencillo fue editado en 1969 por IEMPSA para el sello Odeón, que tras la clasificación al campeonato mundial, se convirtió en un LP editado por el sello Líder, que incluía la polka y diez temas interpretados por Los ases del Perú, Los Heraldos, Pedro Miguel y sus Maracaibos, Carlinho y su Conjunto, Lucho Barrios y el conjunto Los Brujos, todos ellos de temática futbolística, acompañados con narraciones de goles peruanos por Tito Navarro. El vinilo traía una foto a color de la selección peruana junto al técnico Didí y el preparador físico Heredia.
En 2013 la conductora de televisión Tula Rodríguez publicó un tuit para alentar a la selección peruana que se enfrentaría a Colombia, alterando la frase principal de la canción al confundir «afición» por «fisión».